# (19255) 1994 VK8
(19255) 1994 VK8, também escrito como (19255) 1994 VK8, é um objeto transnetuniano que está localizado no Cinturão de Kuiper, uma região do Sistema Solar. Este objeto é classificado como um cubewano. Ele possui uma magnitude absoluta de 7,0 e tem um diâmetro estimado com cerca de 175 km.
(19255) 1994 VK8 foi o quarta cubewano a receber um número de catálogo do Minor Planet Center. Os três primeiros cubewanos oficiais foram os 15760 Albion, (15807) 1994 GV9 e o (16684) 1994 JQ1.

## Descoberta
(19255) 1994 VK8 foi descoberto no dia 8 de novembro de 1994, por Alan Fitzsimmons, Donal O'Ceallaigh e Iwan P. Williams.

## Órbita
A órbita de (19255) 1994 VK8 tem uma excentricidade de 0,035 e possui um semieixo maior de 42,919 UA. O seu periélio leva o mesmo a uma distância de 41,404 UA em relação ao Sol e seu afélio a 44,433 UA.